# Launeddas

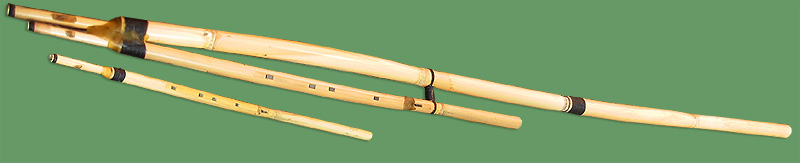
Launeddas

Launeddas, het woord is een plurale tantum, bestaat alleen in het meervoud, is een blaasinstrument dat uit drie pijpen bestaat. Het instrument wordt vooral op Sardinië gespeeld.

## Geschiedenis
Soortgelijke blaasinstrumenten, de auloi, werden al in de 30e eeuw voor Christus op de Cycladen gebruikt, die hadden een bourdonpijp en een melodiepijp. Het instrument bleef in het oostelijke Middellandse Zeegebied populair, hoewel het in het oude Griekenland een lage status had. De oudste afbeelding van launeddas, dus met een extra melodiepijp, stamt uit de achtste eeuw voor Christus. Over de oorsprong en verdere ontwikkeling van het instrument is echter vrij weinig bekend.

## Beschrijving
Het is een polyfoon instrument, waarbij de langste pijp, tumbu genaamd, als bourdonpijp fungeert. De twee kortere pijpen, mancosa manne en mancosedda, zijn melodiepijpen. De tumbu en de mancosa manne zitten aan elkaar vast en worden met de linkerhand bespeeld, en de mancosedda met de rechterhand. Beide melodiepijpen hebben vijf gaten, waarvan de bovenste vier vingergaten zijn. Het onderste gat blijft altijd onbedekt.

## Speeltechniek
Omdat launeddas twee melodiepijpen hebben, kan een speler twee melodieën tegelijk spelen. Als de speler alle vier vingergaten bedekt, valt het geluid van de melodiepijp weg tegen dat van de bourdon. Door deze eigenschap kan de speler pauzes aanbrengen in een melodie en toch doorgaan met blazen.
In tegenstelling tot de verwante doedelzak, hebben launeddas geen luchtzak, waardoor de speler een circulaire ademhalingstechniek moet gebruiken om het spelen vol te houden.